# Azannes-et-Soumazannes
Azannes-et-Soumazannes é uma comuna francesa na região administrativa de Grande Leste, no departamento de Meuse. Estende-se por uma área de 18,11 km². Em 2010 a comuna tinha 166 habitantes (densidade: 9,2 hab./km²).